# Ján Zachara
Ján Zachara (* 27. August 1928 in Kubrá, heute ein Stadtteil von Trenčín; † vor dem oder am 2. Januar 2025) war ein tschechoslowakischer Boxer. Er war Olympiasieger 1952 in Helsinki im Federgewicht.

## Werdegang
Ján Zachara begann als Jugendlicher in Trenčín mit dem Boxen. Schon unmittelbar nach Ende des Zweiten Weltkriegs stieß er in die damalige Spitzenklasse der tschechoslowakischen Boxer vor. 1946 startete er erstmals in der tschechoslowakischen Nationalmannschaft im Fliegengewicht, die in Prag einen Vierländerkampf mit Polen, Jugoslawien und der Sowjetunion bestritt. Ján Zachara gewann dabei gegen den polnischen und jugoslawischen Starter und boxte gegen den sowjetischen Sportler Lew Segalowitsch unentschieden. Auch 1947 bestritt er noch einige Länderkämpfe für die Tschechoslowakei. 1947 und 1948 wurde er tschechoslowakischer Meister im Bantam- bzw. Federgewicht.
An den Olympischen Sommerspielen 1948 in London nahm Ján Zachara nicht teil. Bei den Europameisterschaften 1949 in Oslo unterlag Zachara in der Vorrunde dem Dänen Henning Jensen. Ob er vor 1955 bei weiteren Europameisterschaften am Start war, lässt sich auf Grund der momentan noch mangelnden Quellenlage nicht ermitteln.
Der größte Erfolg in der Laufbahn von Ján Zachara war der Olympiasieg bei den Olympischen Spielen 1952 in Helsinki. Im Federgewicht besiegte er dort Åke Wärnström aus Schweden und Su Bung-Nan aus Südkorea jeweils mit 3:0 Richterstimmen nach Punkten. Gegen János Erdei aus Ungarn, Leonard Leisching aus Südafrika und im Kampf um die Goldmedaille gegen Sergio Caprari aus Italien gewann er jeweils mit 2:1 Punktrichterstimmen.
1955 startete Ján Zachara bei der Europameisterschaft in West-Berlin. Im Federgewicht traf er dabei im Achtelfinale auf Thomas Nicholls aus England und verlor diesen Kampf nach Punkten. Auch bei den Olympischen Sommerspielen 1956 in Melbourne war er wieder dabei. Er gewann dort im Federgewicht im Achtelfinale gegen Dong Hun-Chung aus Südkorea nach Punkten, unterlag aber im Viertelfinale gegen den Olympiasieger von 1952 im Bantamgewicht Pentti Hämäläinen aus Finnland nach Punkten und schied aus.
Ján Zachara beendete seine Boxerkarriere 1958. In diesem Jahr erhielt er in der Tschechoslowakei den Titel „Verdienter Meister des Sport“ und 1972 wurde er mit dem Titel „Verdienter Trainer“ ausgezeichnet.

## Internationale Erfolge
(OS = Olympische Spiele, EM = Europameister, Fl = Fliegengewicht, Ba = Bantamgewicht, Fe = Federgewicht, Le = Leichtgewicht, damals bis 51 kg, 54 kg, 57 kg u. 60 kg Körpergewicht)
- 1952, Goldmedaille, OS in Helsinki, Fe, vor Sergio Caprari, Italien, Joseph Ventaja, Frankreich u. Leonard Leisching, Südafrika;
- 1955, 9. Platz, EM in Berlin (West), Fe, Sieger: Thomas Nicholls, England vor Alexander Fedossejewitsch Sassuchin, Sowjetunion, Pentti Hämäläinen, Finnland u. Hans-Peter Mehling, BRD;
- 1956, 5. Platz, OS in Melbourne, Fe, hinter Wladimir Safronow, Sowjetunion, Thomas Nicholls, Henryk Niedzwiecki, Polen und Pentti Hämäläinen

## Länderkämpfe
(soweit bekannt)

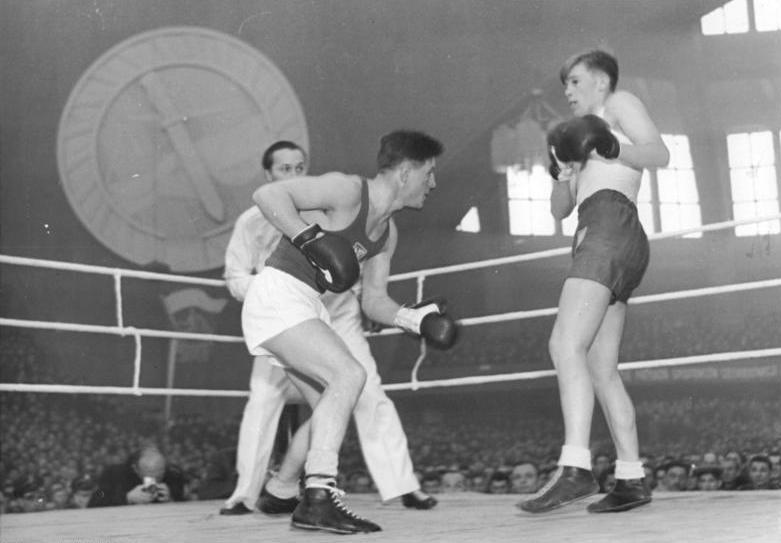
Länderkampf 1952 Polen gegen Tschechoslowakei: Drogosz (rechts) gewinnt über Zachara

- 1946 in Prag, Tschechoslowakei gegen Polen, Fl, Punktsieger über Tadeusz Stasiak,
- 1946 in Prag, Tschechoslowakei gegen Sowjetunion, Fl, unentschieden gegen Lech Segalowitsch,
- 1946 in Prag, Tschechoslowakei gegen Jugoslawien, Fl, Punktsieger über Lászlo Dzulai,
- 1947 in Warschau, Polen gegen Tschechoslowakei, Fl, Punktniederlage gegen Wawrzyniek Bazarnik,
- 1947 in Prag, Tschechoslowakei gegen Polen, Ba, Punktsieger über Wawrzyniek Bazarnik,
- 1949 in Budapest, Ungarn gegen Tschechoslowakei, Ba, Punktniederlage gegen János Erdei,
- 1950 in Łódź, Polen gegen Tschechoslowakei, Fe, Punktniederlage gegen Wawrzyniek Bazarnik,
- 1952 in Budapest, Ungarn gegen Tschechoslowakei, Fe, Punktniederlage gegen István Horváth,
- 1952 in Breslau, Polen gegen Tschechoslowakei, Fe, Punktniederlage gegen Leszek Drogosz,
- 1952 in Moskau, Tschechoslowakei gegen Polen, Le, Punktsieger über Leszek Kudlacik,
- 1953 in Prag, Tschechoslowakei gegen Ungarn, Fe, Punktsieger über István Horváth
- 1954 in Budapest, Internationales Turnier, Fe, Punktniederlage gegen József Varga,
- 1954 in Budapest, Internationales Turnier, Fe, Walkover-Niederlage gegen István Horváth,
- 1954 in Sofia, Polen gegen Tschechoslowakei, Le, Punktniederlage gegen Henryk Niedzwiecki,
- 1955 in Helsinki, Finnland gegen Tschechoslowakei, Fe, Punktniederlage gegen Pentti Hämäläinen,
- 1955 in Budapest, Ungarn gegen Tschechoslowakei, Fe, Disq.-Sieger 1. Runde über István Horváth,
- 1956 in Prag, Tschechoslowakei gegen Ägypten, Fe, Punktsieger über Ibrahim,
- 1956 in Prag, Tschechoslowakei gegen Ungarn, Fe, Punktsieger über István Horváth